# Radio Universidad (Santiago del Estero)
LRK 312 Radio Universidad o simplemente conocido como Radio UNSE, es una emisora de radio argentina que transmite desde la Ciudad de Santiago del Estero. Es propiedad de la Universidad Nacional de Santiago del Estero y la radio realiza sus transmisiones en la frecuencia 92.9 MHz de la frecuencia modulada.

## Historia
Mediante el Decreto Nacional 783/89 se le asigna a la Universidad Nacional de Santiago del Estero la licencia para poner en funcionamiento el Sistema de Radiodifusión Sonoro por Modulación de Frecuencia LRK 312 en 92.7 MHz. Luego Honorable Consejo Superior de la Universidad Nacional de Santiago del Estero, mediante Resolución N° 221 del 6 de octubre de 1994 aprueba la planta funcional y el funcionamiento de LRK 312 Radio Universidad 92.7 MHz. 
El 7 de noviembre de 1994, a las 19 horas cuando por primera vez se emite desde los estudios y de esta manera queda inaugurada la Emisora. Luego de trasmitir varios años en esa frecuencia y por decisión del ente regulador cambió la frecuencia y desde el 9 de julio de 2007, comenzó a transmitir con nueva frecuencia, 92.9 MHz.